# Yunnankleiber
Der Yunnankleiber (Sitta yunnanensis) ist eine Vogelart aus der Familie der Kleiber, die im Südwesten Chinas endemisch ist. Ihre Hauptverbreitung liegt in den Provinzen Yunnan und Sichuan. Die Art ist wenig erforscht und vermutlich in ihrem Lebensraum durch Abholzungen bedroht.

## Beschreibung
Der Yunnankleiber ist mit 12 cm Körperlänge kleiner als ein europäischer Kleiber. Die Flügellänge liegt zwischen 67 und 77 mm, die Schwanzlänge bei 31–43 mm und das Gewicht zwischen 7,5 und 13 mm. Der Schnabel ist schlank und leicht aufwärts gebogen. Er ist schwarzgrau und zeigt bei einigen Individuen eine hornfarbene Unterschnabelbasis. Die Füße sind ebenfalls schwarzgrau. Das Auge zeigt einen feinen, hellen Ring, die Iris ist braun.
Die Färbung der Oberseite ist ein mittleres Blaugrau. Der weiße Überaugenstreif – auf  Distanz und im abgetragenen Gefieder oft kaum zu sehen – ist sehr schmal, der schwarze Augenstreif breit und verläuft bis auf die Rückenseiten, wo er sich noch einmal deutlich und bisweilen in einem Abwärtsbogen verbreitert. Kinn, Wangen und untere Ohrdecken kontrastieren weiß gegen den schwarzen Augenstreif. Die Unterseite ist rötlich beige und wird im abgetragenen Gefieder graubeige. Fittich, Handdecken und Schwingen sind dunkel graubraun und tragen teils blaugraue Säume. Die mittleren Steuerfedern sind blaugrau wie die Oberseite, die äußeren zeigen auf der Innenfahne viel Schwarz an der Basis sowie ein individuell recht unterschiedlich ausgeprägtes, subterminales Feld.
Die Geschlechter unterscheiden sich kaum. Beim Weibchen ist lediglich der Augenstreif etwas matter und die Unterseite schwächer rötlich ausgefärbt. Im Jugendkleid fehlt der Überaugenstreif oder er ist schmal und reicht nicht über die Stirn. Zudem ist der schwarze Augenstreif weniger ausgedehnt und die Unterseite wie im abgetragenen Adultkleid fahler.

## Stimme
Der Yunnankleiber ist recht ruffreudig. Unter den Rufen finden sich ein nasales nit oder kni, das auch bisweilen schärfer und höher ausgeprägt sein kann, ein kurzes pit und ein tiefes, nasales toik. Der erstgenannte Ruf wird auch paarweise oder in Reihen von 4 bis 10 Silben vorgetragen (Hörbeispiel), manchmal in einer leiseren oder nasaleren Variante. Ebenfalls ist ein lautes, eichelhäherähnliches schri-schri-schri zu vernehmen, wie es bei den meisten paläarktischen Kleiberarten vorkommt. Dieser Ruf kann auch in eine höhere, quietschigere und nasalere Ruffolge übergehen. Weiterhin gibt es ein ziuh und ein lautes quit-quit-quit. Der Gesang ist bislang nicht beschrieben.

## Verbreitung

Verbreitungsgebiet des Yunnankleibers (orange)

Der monotypische Yunnankleiber ist im südwestlichen China endemisch, wo seine Verbreitung im zentralen und westlichen Yunnan südwärts bis Lushui, Baoshan, Jinggu, Shiping und Kunming, westwärts bis zum Gaoligong-Gebirge und dann wieder südwärts bis Tengchong und westwärts bis Yingpanjie reicht. Im südwestlichen Sichuan kommt er in Huidong und Xichang und entlang des Yalong Jiang nördlich bis Yajiang vor. Im äußersten Südosten Tibets findet man ihn bei Zayu und Zhuwagen und in der Provinz Guizhou wurde er bei Shuicheng nachgewiesen.

## Lebensraum
Der Yunnankleiber besiedelt alte Kiefernwälder mit wenig Unterwuchs in Höhen zwischen 2440 und 3960 m. Er meidet offenbar dichtere Bestände aus Tanne und Fichte. Bei der Nahrungssuche wird er auch oft in kleinen, 2–3 m hohen Kiefern, in offenen Wäldern und zerstreuten Baumbeständen gesehen. Da es Winterbeobachtungen aus Höhenlagen unterhalb von 2000 m gibt, wandert vermutlich ein Teil im Winterhalbjahr von den Bergen herab.

## Bestand und Gefährdung
Der Yunnankleiber wird als selten beschrieben, ist aber stellenweise in relikthaften Kiefernbeständen Yunnans ein häufiger Brutvogel. Die Lebensräume sind aber durch Abholzung oder Waldbrände bedroht und aufgrund des eingeschränkten Verbreitungsgebietes ist ein Überleben der Art auf längere Sicht gefährdet. Die IUCN sieht sie daher auf der Vorwarnliste („near threatened“). Angaben zum Bestand gibt es nicht, vielerorts ist der Yunnankleiber aber dort verschwunden, wo noch Anfang des 20. Jahrhunderts Vorkommen festgestellt wurden. Ein Ausweichen in Sekundärlebensräume ist nicht ausgeschlossen, hierzu fehlen aber genauere Studien.